# Plasná
Plasná (německy Plasna) je malá vesnice, část obce Pluhův Žďár v okrese Jindřichův Hradec v Jihočeském kraji. Nachází se asi 4,5 kilometru jižně od Pluhova Žďáru. Je zde evidováno 27 adres. V roce 2011 zde trvale žilo 29 obyvatel.
Plasná je také název katastrálního území o rozloze 3,16 km².

## Historie
První písemná zmínka o vesnici pochází z roku 1384.

## Přírodní poměry
Jihovýchodně od vesnice leží přírodní památka Králek.

## Obyvatelstvo
| Rok            | 1869 | 1880 | 1890 | 1900 | 1910 | 1921 | 1930 | 1950 | 1961 | 1970 | 1980 | 1991 | 2001 | 2011 | 2021 |
| -------------- | ---- | ---- | ---- | ---- | ---- | ---- | ---- | ---- | ---- | ---- | ---- | ---- | ---- | ---- | ---- |
| Počet obyvatel | 128  | 100  | 133  | 129  | 126  | 128  | 114  | 77   | 70   | 59   | 40   | 45   | 42   | 29   | 30   |
| Počet domů     | 18   | 19   | 19   | 19   | 20   | 20   | 21   | 21   | 21   | 18   | 16   | 25   | 25   | 25   | 27   |

## Obecní správa
Při sčítání lidu v letech 1850–1920 Plasná byla osadou obce Mnich v okrese Třeboň. V letech 1921–1971 byla samostatnou obcí, se kterým patřila nejprve do okresu Třeboň, ale od roku 1950 v okrese Jindřichův Hradec. Od 26. listopadu 1971 do 31. prosince 1979 byla částí obce Klenov v okrese Jindřichův Hradec, kdy se konaly obecní volby.  Od 1. ledna 1980 je částí obce Pluhův Žďár v okrese Jindřichův Hradec.

## Další fotografie

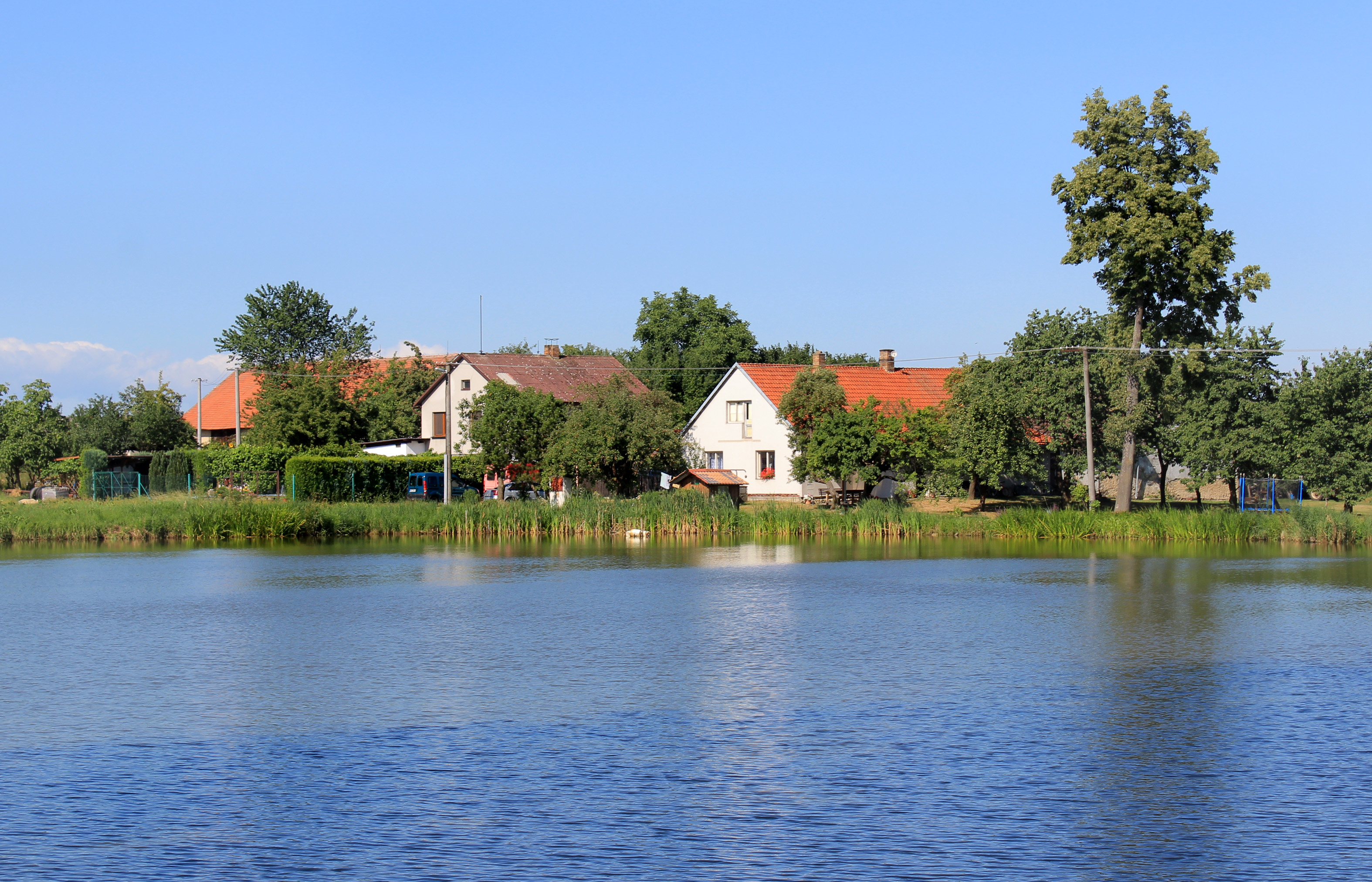
Domky u rybníka
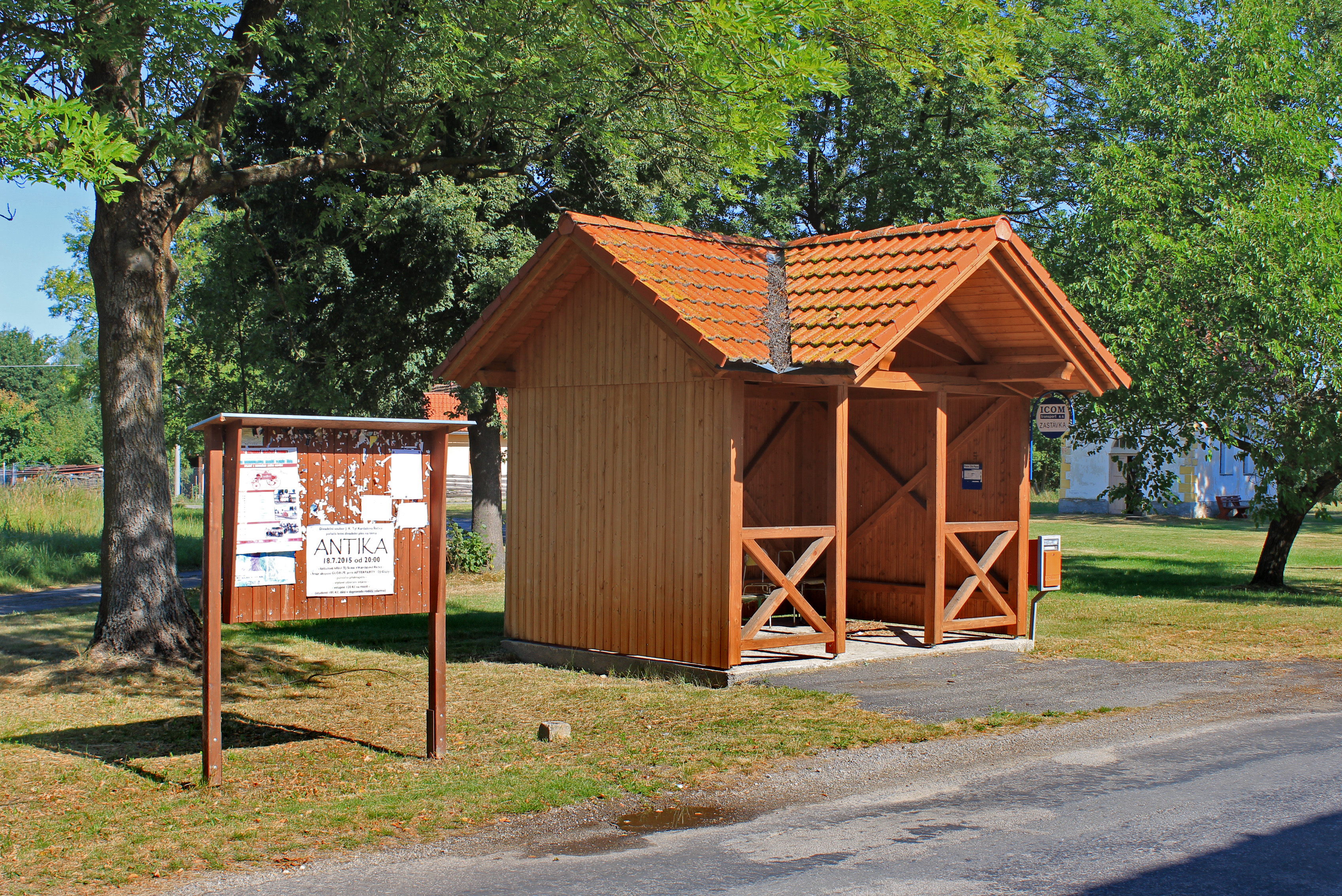
Zastávka
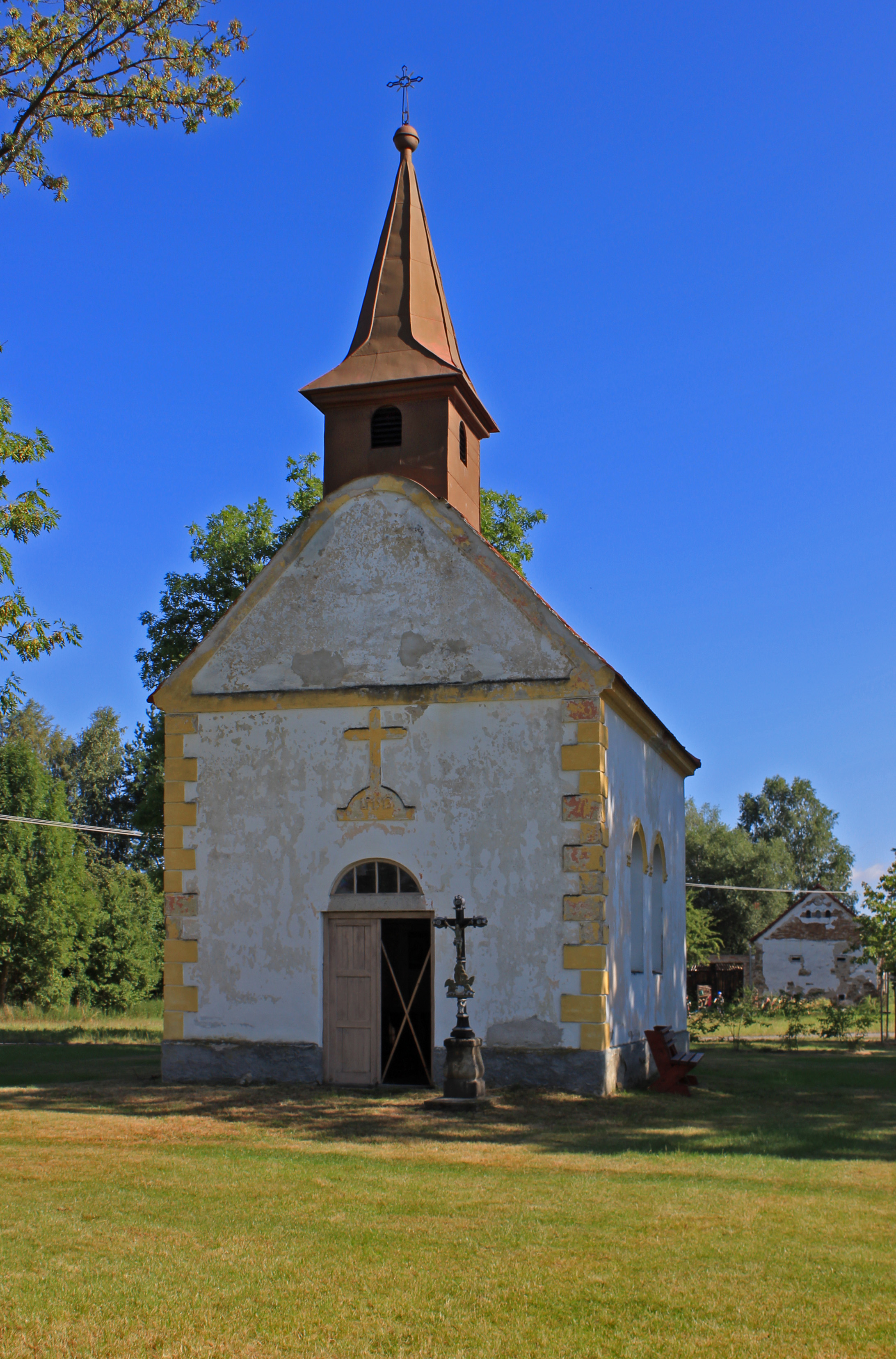
Chátrající kaple